# UFC on Fuel TV: Korean Zombie vs. Poirier
UFC on Fuel TV: Korean Zombie vs. Poirier foi um evento de artes marciais mistas organizado pelo Ultimate Fighting Championship. ocorrido em 15 de maio de 2012 no Patriot Center em Fairfax, Virgínia, nos Estados Unidos. O evento será o segundo que a organização realiza no local depois de  UFC Fight Night 20.

## Antecedentes
O evento seria o terceiro a ser transmitido pela FX; todavia o UFC resolveu mudar para a Fuel TV.
Brandon Vera foi brevemente escalado para enfrentar Thiago Silva numa revanche da luta de janeiro de 2011. Todavia, Vera desistiu da luta devido a uma lesão. Igor Pokrajac entrou em cena para combater Silva. Silva foi posteriormente retirado da luta para substituir o lesionado Minotouro contra Alexander Gustafsson no UFC on Fuel TV: Gustafsson vs. Silva. Pokrajac agora vai enfrentar Fábio Maldonado.
Yves Edwards era esperado para lutar contra Donald Cerrone, mas machucou-se e será substituído por Jeremy Stephens.
Mike Easton era esperado para enfrentar Yves Jabouin no evento, mas Easton foi forçado a sair da luta com uma lesão e substituído por Jeff Hougland que estava previsto anteriormente para enfrentar Renan Barão no UFC 148.
Aaron Riley era esperado para enfrentar Cody McKenzie no evento, mas Riley foi retirado do evento e substituído pelo estreante Marcus LeVesseur.

## Bônus da Noite
Os lutadores receberam US$ 40 mil em bônus.
- Luta da Noite (Fight of the Night):  Chan Sung Jung vs.  Dustin Poirier
- Nocaute da Noite (Knockout of the Night):  Tom Lawlor
- Finalização da Noite (Submission of the Night):  Chan Sung Jung